# Jean-Baptiste Reboul
Jean-Baptiste Reboul (ur. 12 kwietnia 1862 w La Roquebrussanne w departamencie Var, zm. 30 marca 1926 w Marsylii) – francuski szef kuchni, autor książki kucharskiej La Cuisinière Provençale.

## Życiorys
Pracę w zawodzie kucharza Reboul rozpoczął od jednego z hoteli w Montreux. Przez wiele lat pracował w sezonie letnim w restauracjach francuskiej Prowansji i w Szwajcarii. W 1884 ostatecznie osiadł w Marsylii, gdzie objął stanowisko szefa kuchni w Hotelu Castille, a następnie w Hotelu Luxembourg. Po 1900 znalazł zatrudnienie w jednym z domów prywatnych, w okolicach Noilly Prat.
Zbierane w Prowansji przepisy stały się podstawą wydanego w 1897 przez Reboula dzieła La Cuisinière Provençale (Kucharz prowansalski). Książka zawiera 1120 przepisów miejscowej kuchni. Jej szóste wydanie w 1910 promował narodowy bard Prowansji, poeta Frédéric Mistral, uznając dzieło Reboula za jedno z najważniejszych dla kultury tego regionu. Do końca lat 90. ukazały się 24 wydania dzieła, w łącznym nakładzie 250 tysięcy egzemplarzy.